# Bambusa
Els bambús del gènere Bambusa o Dendrocalamopsis de la subfamília bambusoideae de la família Poaceae, són plantes de clima tropical, amb rizoma simpoidal. Creixen en boscos de muntanya de Malàisia.

## Descripció
Són plantes perennes amb rizoma, normalment són arborescents, tot i que també n'hi ha amb formes arbustives, poden atènyer una altura entre 1 i 20 metres. Normalment les tiges són erectes o penjants, amb diferents nivells de branques. Les flors s'agrupen en inflorescències, pseudoespícules, l'androceu és format per sis estams i el gineceu per un ovari habitualment pedunculat i amb àpex gruixut i pelut, l'estil acostuma a ser curt i amb un nombre d'estigmes plomosos que pot anar d'un a tres.

## Taxonomia

### Espècies
Dins del gènere Bambusa es reconeixen les 156 espècies següents:
- Bambusa affinis Munro
- Bambusa albolineata L.C.Chia
- Bambusa alemtemshii H.B.Naithani
- Bambusa amplexicaulis W.T.Lin & Z.M.Wu
- Bambusa angustiaurita W.T.Lin
- Bambusa angustissima L.C.Chia & H.L.Fung
- Bambusa arnhemica F.Muell.
- Bambusa assamica Barooah & Borthakur
- Bambusa aurinuda McClure
- Bambusa australis L.C.Chia & H.L.Fung
- Bambusa balcooa Roxb.
- Bambusa bambos (L.) Voss
- Bambusa barpatharica Borthakur & Barooah
- Bambusa basihirsuta McClure
- Bambusa basihirsutoides N.H.Xia
- Bambusa basisolida W.T.Lin
- Bambusa beecheyana Munro
- Bambusa bicicatricata (W.T.Lin) L.C.Chia & H.L.Fung
- Bambusa binghamii Gamble
- Bambusa boniopsis McClure
- Bambusa brevispicula Holttum
- Bambusa brunneoaciculia G.A.Fu
- Bambusa burmanica Gamble
- Bambusa cacharensis R.B.Majumdar
- Bambusa cerosissima McClure
- Bambusa chungii McClure
- Bambusa chunii L.C.Chia & H.L.Fung
- Bambusa clavata Stapleton
- Bambusa comillensis Alam
- Bambusa concava W.T.Lin
- Bambusa contracta L.C.Chia & H.L.Fung
- Bambusa copelandii Gamble
- Bambusa corniculata L.C.Chia & H.L.Fung
- Bambusa cornigera McClure
- Bambusa crispiaurita W.T.Lin & Z.M.Wu
- Bambusa dahuazhu T.P.Yi & B.X.Li
- Bambusa dampaeana H.B.Naithani, Garbyal & N.S.Bisht
- Bambusa daporijoeana H.B.Naithani & Kandwal
- Bambusa deformis T.P.Yi & Lin Yang
- Bambusa diaoluoshanensis L.C.Chia & H.L.Fung
- Bambusa dissimulator McClure
- Bambusa distegia (Keng & Keng f.) L.C.Chia & H.L.Fung
- Bambusa dolichoclada Hayata
- Bambusa duriuscula W.T.Lin
- Bambusa emeiensis L.C.Chia & H.L.Fung
- Bambusa eutuldoides McClure
- Bambusa excurrensa G.A.Fu
- Bambusa farinacea K.M.Wong
- Bambusa fimbriligulata McClure
- Bambusa flexuosa Munro
- Bambusa fruticosa Holttum
- Bambusa funghomii McClure
- Bambusa garuchokua Barooah & Borthakur
- Bambusa gibba McClure
- Bambusa gibboides W.T.Lin
- Bambusa glabrovagina G.A.Fu
- Bambusa glaucophylla Widjaja
- Bambusa grandis (Q.H.Dai & X.L.Tao) Ohrnb.
- Bambusa griffithiana Munro
- Bambusa guangxiensis L.C.Chia & H.L.Fung
- Bambusa gurgandii K.M.Wong & Diep
- Bambusa hainanensis L.C.Chia & H.L.Fung
- Bambusa heterostachya (Munro) Holttum
- Bambusa hirticaulis R.S.Lin
- Bambusa indigena L.C.Chia & H.L.Fung
- Bambusa insularis L.C.Chia & H.L.Fung
- Bambusa intermedia Hsueh f. & T.P.Yi
- Bambusa jacobsii Widjaja
- Bambusa jaintiana R.B.Majumdar
- Bambusa khasiana Munro
- Bambusa kingiana Gamble
- Bambusa kyathaungtu E.G.Camus
- Bambusa lako Widjaja
- Bambusa lapidea McClure
- Bambusa latideltata W.T.Lin
- Bambusa laxa K.M.Wong
- Bambusa lenta L.C.Chia
- Bambusa lituiformis W.Arthan, Teerawat. & Sungkaew
- Bambusa longipalea W.T.Lin
- Bambusa longispiculata Gamble
- Bambusa macrolemma Holttum
- Bambusa macrotis L.C.Chia & H.L.Fung
- Bambusa maculata Widjaja
- Bambusa majumdarii P.Kumari & P.Singh
- Bambusa malingensis McClure
- Bambusa manipureana H.B.Naithani & N.S.Bisht
- Bambusa marginata Munro
- Bambusa merrillii Gamble
- Bambusa mizorameana H.B.Naithani
- Bambusa mohanramii P.Kumari & P.Singh
- Bambusa mollis L.C.Chia & H.L.Fung
- Bambusa mompana H.B.Naithani
- Bambusa multiplex (Lour.) Raeusch. ex Schult.f.
- Bambusa mutabilis McClure
- Bambusa nagalandiana H.B.Naithani
- Bambusa nairiana P.Kumari & P.Singh
- Bambusa nepalensis Stapleton
- Bambusa nghiana V.T.Tran
- Bambusa nutans Wall. ex Munro
- Bambusa odashimae Hatus. ex Ohrnb.
- Bambusa oldhamii Munro
- Bambusa oliveriana Gamble
- Bambusa ooh Widjaja & Astuti
- Bambusa pachinensis Hayata
- Bambusa pallida Munro
- Bambusa papillata (Q.H.Dai) K.M.Lan
- Bambusa papillatoides Q.H.Dai & D.Y.Huang
- Bambusa pervariabilis McClure
- Bambusa pierreana E.G.Camus
- Bambusa piscatorum McClure
- Bambusa polymorpha Munro
- Bambusa procera A.Chev. & A.Camus
- Bambusa prominens H.L.Fung & C.Y.Sia
- Bambusa purpurovagian G.A.Fu
- Bambusa ramispinosa L.C.Chia & H.L.Fung
- Bambusa rangaensis Borthakur & Barooah
- Bambusa rectocuneata (W.T.Lin) N.H.Xia, R.S.Lin & R.H.Wang
- Bambusa remotiflora (Kuntze) L.C.Chia & H.L.Fung
- Bambusa riauensis Widjaja
- Bambusa rigida Keng & Keng f.
- Bambusa riparia Holttum
- Bambusa rongchengensis (T.P.Yi & C.Y.Sia) D.Z.Li
- Bambusa rugata (W.T.Lin) Ohrnb.
- Bambusa rutila McClure
- Bambusa salarkhanii Alam
- Bambusa semitecta W.T.Lin & Z.M.Wu
- Bambusa sesquiflora (McClure) L.C.Chia & H.L.Fung
- Bambusa sinospinosa McClure
- Bambusa solida Munro ex Becc.
- Bambusa solomonensis Holttum
- Bambusa spinosa Roxb.
- Bambusa stenoaurita (W.T.Lin) T.H.Wen
- Bambusa striatomaculata G.A.Fu
- Bambusa subaequalis H.L.Fung & C.Y.Sia
- Bambusa subtruncata L.C.Chia & H.L.Fung
- Bambusa surrecta (Q.H.Dai) Q.H.Dai
- Bambusa tabacaria (Lour.) Steud.
- Bambusa teres Buch.-Ham. ex Munro
- Bambusa textilis McClure
- Bambusa transvenula (W.T.Lin & Z.J.Feng) N.H.Xia
- Bambusa truncata B.M.Yang
- Bambusa tsangii McClure
- Bambusa tulda Roxb.
- Bambusa tuldoides Munro
- Bambusa utilis W.C.Lin
- Bambusa valida (Q.H.Dai) W.T.Lin
- Bambusa variostriata (W.T.Lin) L.C.Chia & H.L.Fung
- Bambusa ventricosa McClure
- Bambusa villosula Kurz
- Bambusa vinhphuensis T.Q.Nguyen
- Bambusa viridis Widjaja
- Bambusa vulgaris Schrad. ex J.C.Wendl.
- Bambusa wenchouensis (T.H.Wen) Keng f. ex Q.F.Zheng, Y.M.Lin
- Bambusa xiashanensis L.C.Chia & H.L.Fung
- Bambusa xueana Ohrnb.
- Bambusa xueliniana R.S.Lin & C.H.Zheng

### Sinònims
Els següents noms científics són sinònims de Bambusa:
- Sinònims homotípics

- Arundarbor Rumph. ex Kuntze

- Sinònims heterotípics

- Bambos Retz.
- Dendrocalamopsis (L.C.Chia & H.L.Fung) Keng f.
- Dendrocalamopsis Q.H.Dai & X.L.Tao
- Ischurochloa Buse
- Leleba Rumph. ex Nakai
- Lingnania McClure
- Neosinocalamus Keng f.
- Tetragonocalamus Nakai